# انزو بندتی
انزو بندتی (انگلیسی: Enzo Benedetti; ۱۱ ژوئن ۱۹۳۱ – ۳ ژانویهٔ ۲۰۱۷) بازیکن فوتبال اهل ایتالیا بود.
از باشگاه‌هایی که در آن بازی کرده‌است می‌توان به باشگاه فوتبال لاتینا، باشگاه فوتبال اسپتزیا، و باشگاه فوتبال پالرمو اشاره کرد.